# Passalora
Passalora (укр. Пасалора) — анаморфний рід грибів родини мікосферелові (Mycosphaerellaceae), вперше описаний шведським ботаніком та мікологом Еліасом Магнусом Фрісом у 1849 році.

## Опис
Представники роду Passalora широко поширені по всьому світу. Види пасалори трапляються на багатьох рослинах-господарях, де вони викликають різні плями листя.

## Види
База даних Species Fungorum станом на 12.10.2019 налічує 553 види роду Passalora (докладніше див. Список видів роду Passalora).
Одним з представників роду є Passalora fulva — дуже спеціалізований патоген, що викликає листову плісняву або кладоспоріоз, класичний модельний об'єкт фітоімунології проникає через продихи призводить до передчасного всихання або дефоліації рослин здатен розщеплювати захисний алкалоїд томатін рослин помідору.